# Соба (Кантабрія)
Соба (ісп. Soba) — муніципалітет в Іспанії, у складі автономної спільноти Кантабрія. Населення — 1385 осіб (2009).
Муніципалітет розташований на відстані близько 310 км на північ від Мадрида, 38 км на південний схід від Сантандера.
На території муніципалітету розташовані такі населені пункти: Аха, Асон, Астрана, Бустансільєс, Каньєдо, Фреснедо, Асас, Ерада, Інседо, Лавін, Пілас, Ель-Прадо, Кінтана, Регулес, Реойос, Ла-Ревілья, Росас, Сан-Хуан, Сан-Мартін, Сан-Педро, Сангас, Сантаяна, Валькаба, Вальдісіо, Вегілья (адміністративний центр), Вільяр, Вільяверде.

## Демографія
Динаміка населення (INE ):

## Галерея зображень

Розташування муніципалітету
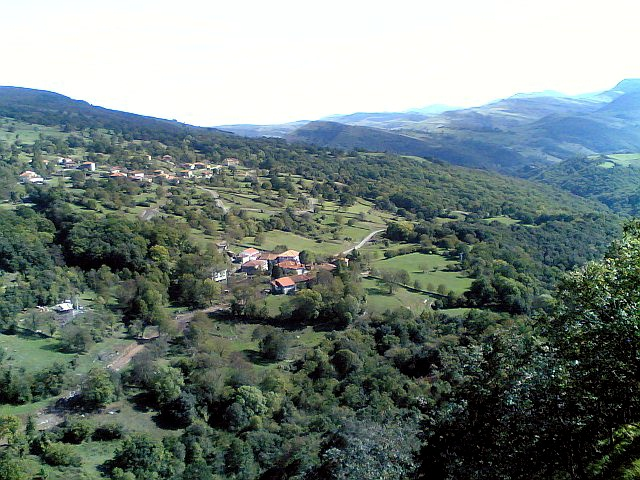
Долина Соба
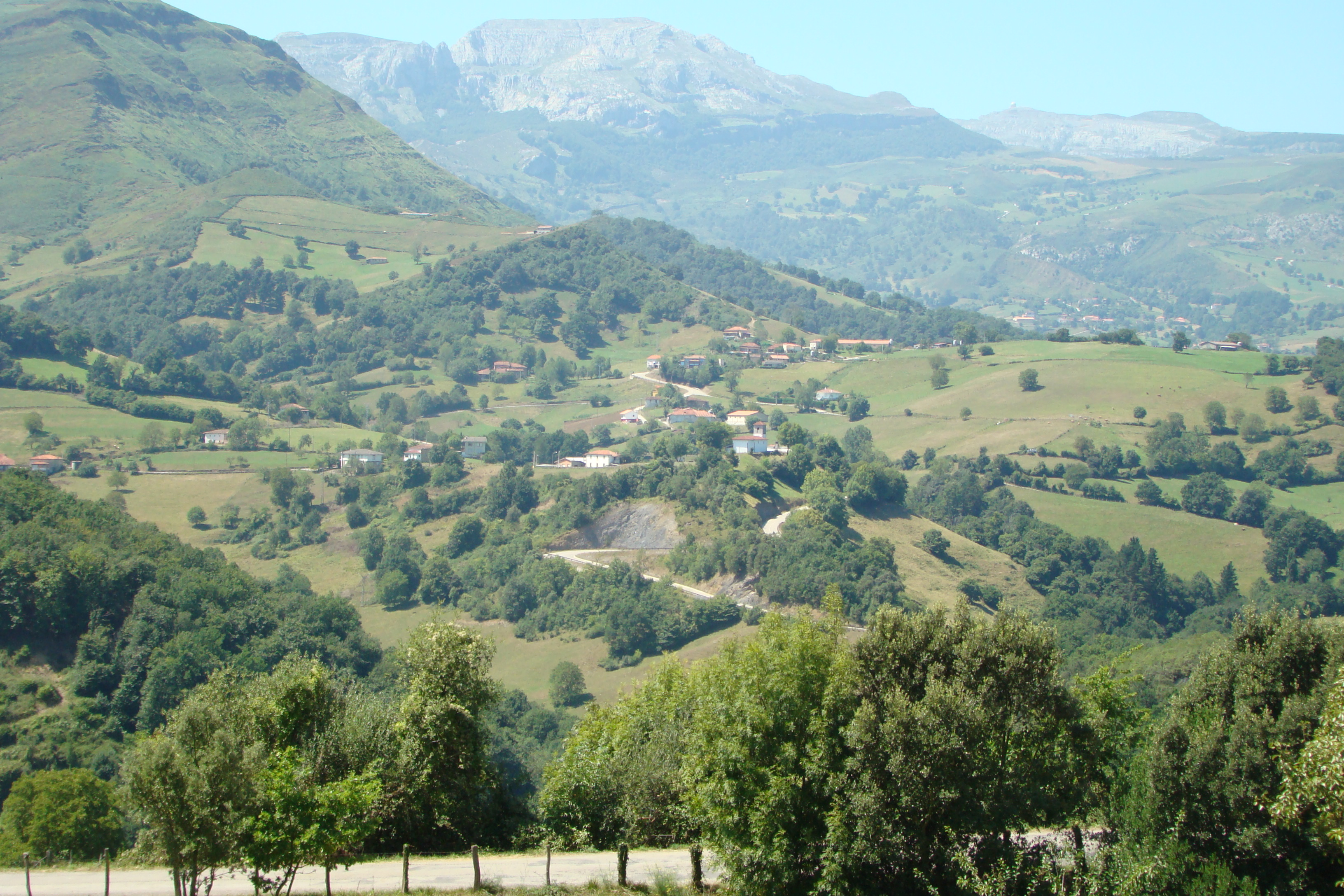
Долина Гандара